# Павутина

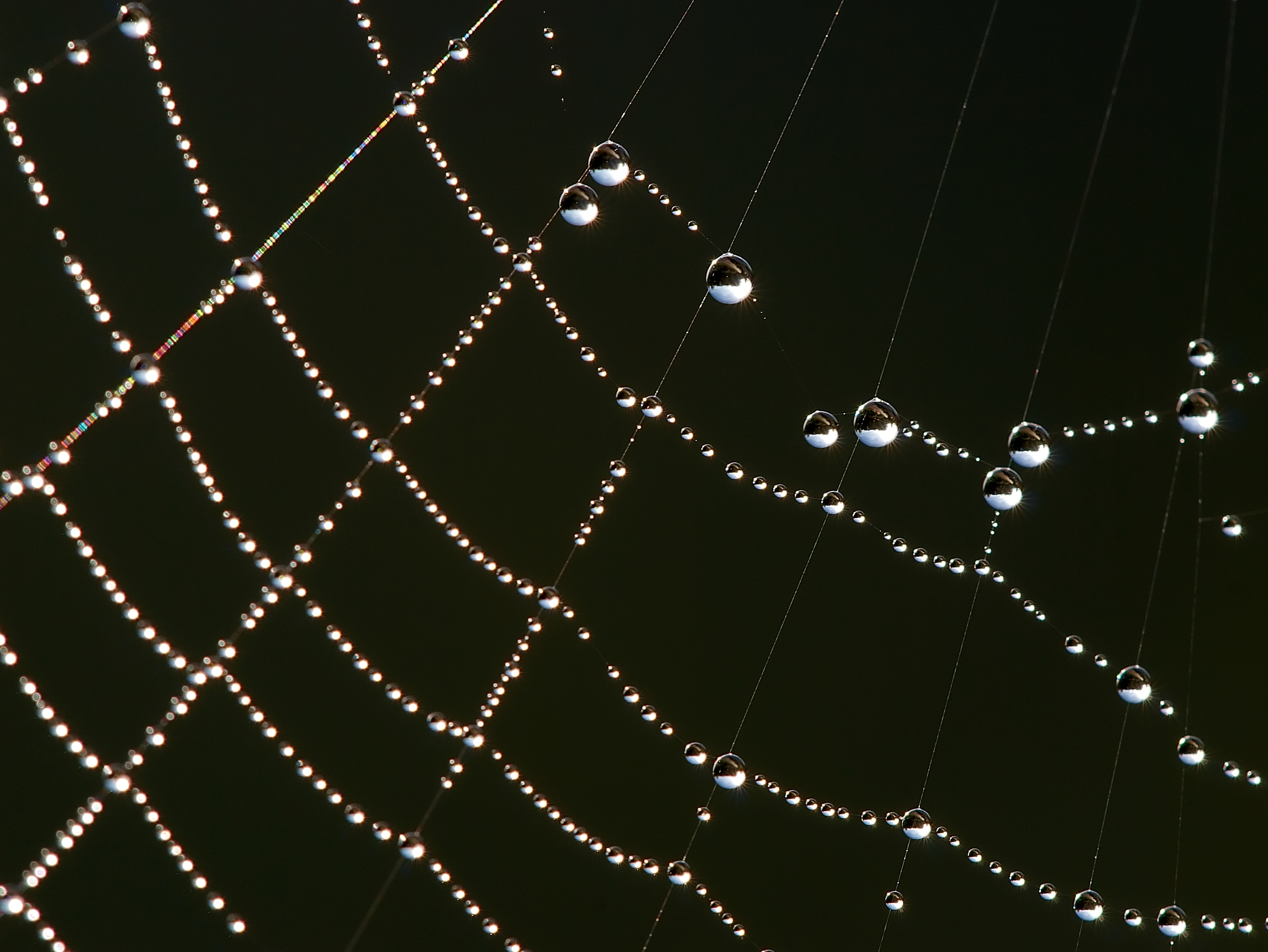
Краплі роси на павутині.

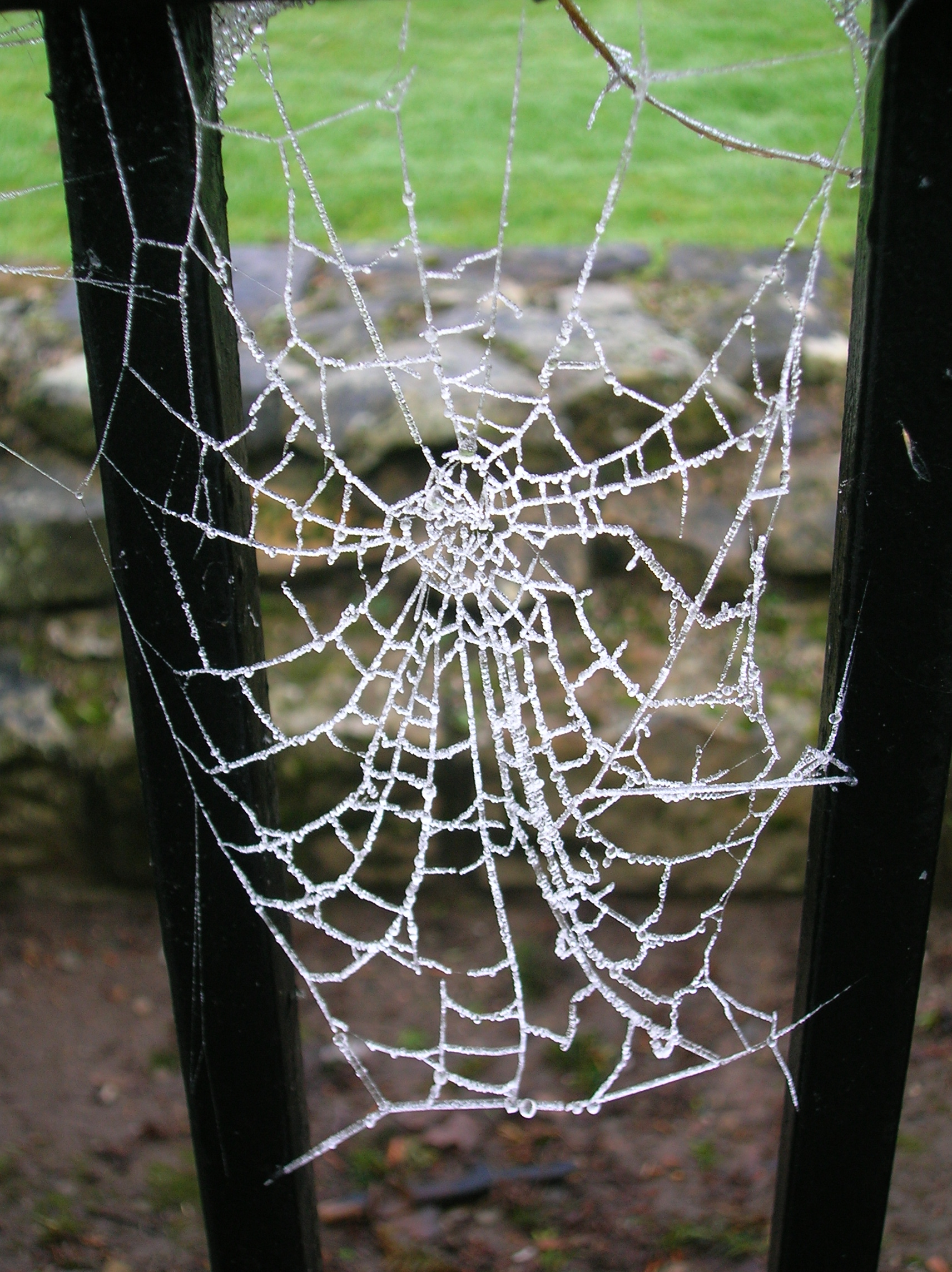
Краплі роси на павутині.

Павутина — секрет павутинних залоз, який незабаром після виділення застигає у формі ниток. За хімічною природою являє собою білок, близький за складом до шовку комах. Павутину здатні виділяти представники ряду груп павукоподібних (павуки, псевдоскорпіони, деякі кліщі) і губоногі багатоніжки.
Варіанти використання павутини виявляються досить різноманітні, але найпоширеніше застосування її -для побудови яйцевих коконів, сперматофорів, ловчих мереж і укриттів на час линьки або несприятливих умов.
Слід зазначити, що ловчу мережу павуків також часто називають павутиною.

## Павутина павуків

### Склад, виділення і властивості
Павутина павуків являє собою білок, збагачений гліцином, аланіном і серином. Усередині павутинної залози вона перебуває в рідкому стані. Під час виділяння через численні прядильні трубочки, що відкриваються на поверхні павутинних бородавок, відбувається зміна структури білка, внаслідок чого він твердіє у формі тонкої нитки. Надалі павук переплітає ці первинні нитки в товстіше павутинне волокно.
За міцністю павутина близька до нейлону й значно міцніша від подібного до неї за складом шовку комах (наприклад, гусениць шовковичного шовкопряда). За одним із припущень, відмінності обумовлені тим, що павуки формують волокно, звисаючи на ньому
Інша незвичайна властивість павутини — внутрішня шарнірність: підвішений на павутиннім волокні предмет можна необмежено обертати в один бік, і при цьому вона не тільки не перекрутиться, але взагалі не чинитиме помітної протидії
Павутина має властивість перефарбовувати чорне волосся на руде назавжди. Якщо павутина потрапить у розчин хлориду натрію, вона утворює суміш, під час взаємодії з якою чорні пігменти тварин і людини перетворюються на руді пігменти (феомеланіни).

### Функції

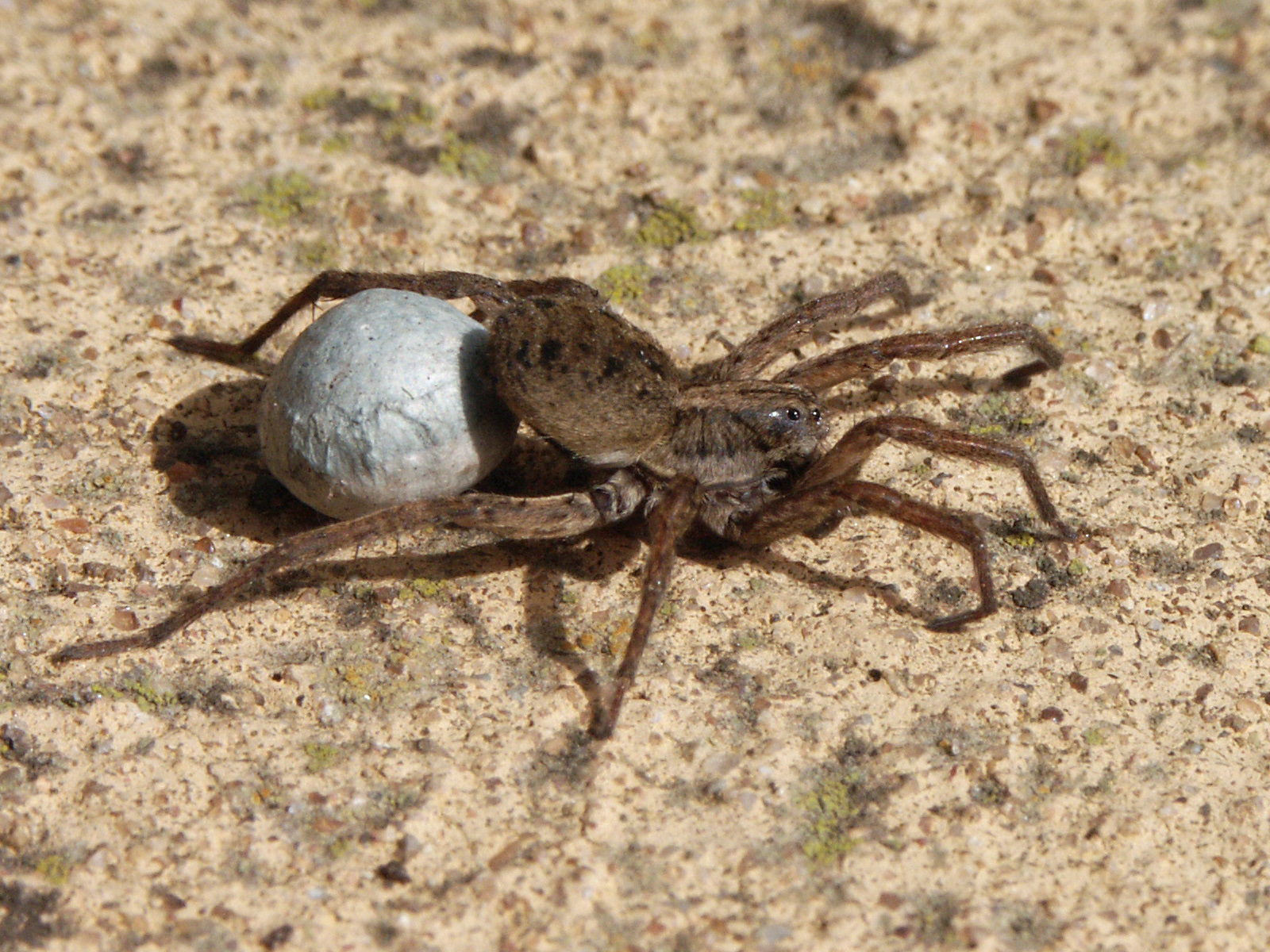
Павук-вовк з яйцевим коконом

Найвідоміший варіант використання павутини павуками — побудова ловчих мереж, які залежно від будови здатні повністю знерухомити здобич ускладнити її пересування або тільки просигналізувати про її появу. Пійману здобич павуки також часто загортають у павутиння. В аранеоморфних павуків з ловчими мережами пов'язана дуже складна шлюбна поведінка.
Перед розмноженням самці плетуть сперматичну сіточку, на яку виділяють краплю сперми для переносу її в резервуари цимбіумів (копулятивних органів на кінчиках педипальп).
Розвиток яєць і молоді проходить у павутинному яйцевому коконі. У деяких видів самка в період розмноження виділяє нитку, позначену феромонами, яку самець використовує при пошуку партнерки. У зв'язку із цим, хоча навіть серед найбільш архаїчних членистобрюхих павуків є представники що формують для полювання сигнальні волокна, уважається, що первинна функція павутини павуків пов'язана саме з розмноженням, а не зі здобуванням їжі. Як основний доказ на користь цієї гіпотези розглядають вихідну приуроченість павутинних бородавок до області статевих отворів.
Зокрема, багато павуків обплітають павутиною стінки нірки. Нарешті, одними з найекстравагантніших застосувань павутини є формування страхувальних ниток, що перешкоджають невдалому падінню при стрибках, і «парашутів», за допомогою яких молодняк може подорожувати з потоками повітря.

### Ловчі мережі

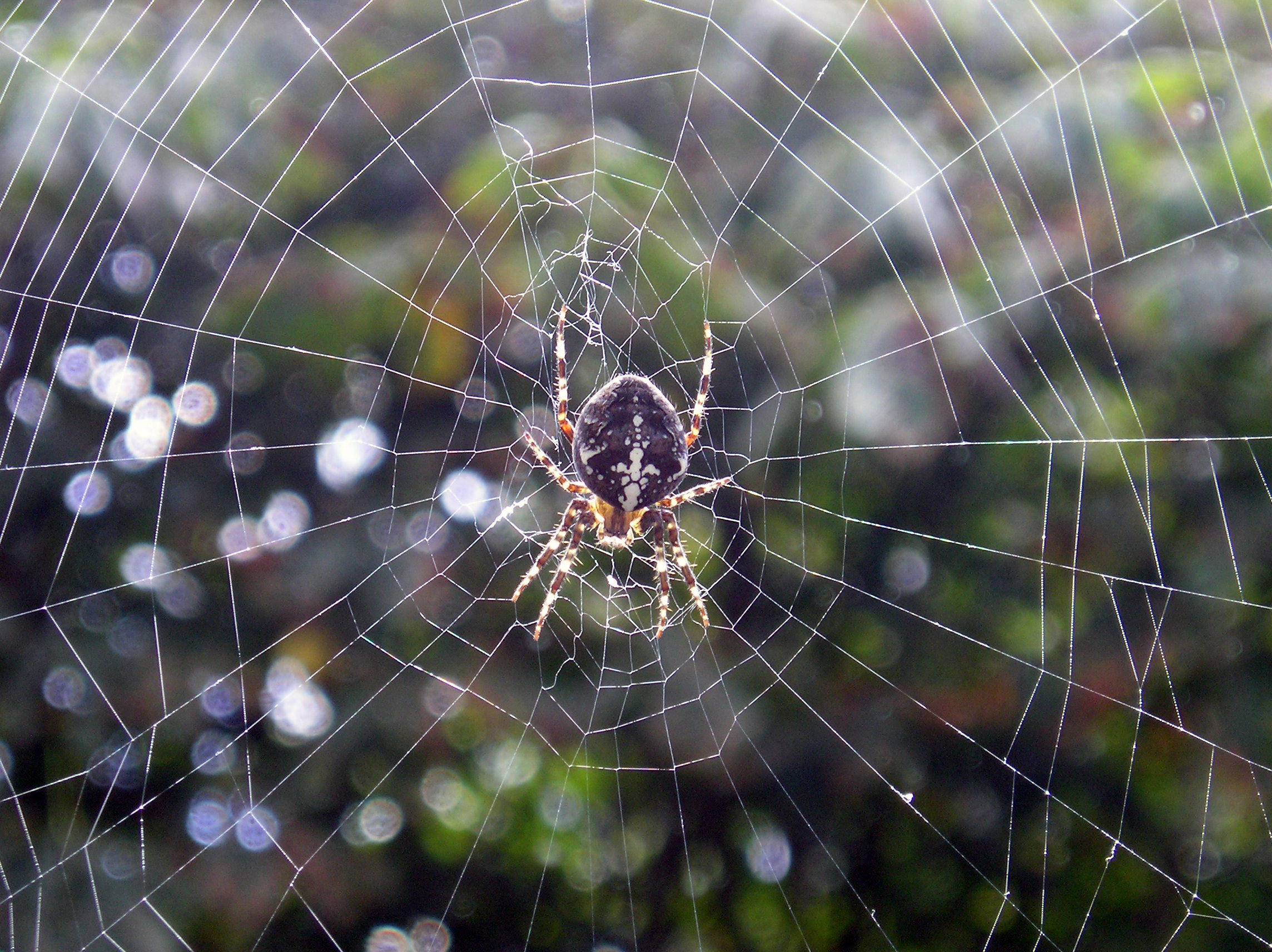
Павук-хрестовик в центрі своєї ловчої мережі

Деякі аранеоморфні павуки (наприклад, із родини Uloboridae) вплітають у свої ловчі мережі добре видимі волокна, що формують малюнок у формі спіралей, зиґзаґів або хрестів. Установлено, що здобич у такі мережі попадається частіше.

### Застосування
Є спроби створення штучних аналогів павутини  [Архівовано 17 жовтня 2017 у Wayback Machine.] (для використання як у конструкційних цілях, так і в медицині).
У народній медицині павутину застосовували як кровоспинний засіб, що й загоює.
Ритуальне куріння павутини було частиною ритуалів перуанських шаманів і шаманів Межиріччі. У такий спосіб люди підносили данину язичеському божеству Наркуналле — тому, хто плете нитки буття. Дотепер можна зустріти людей що дотримуються цього ритуалу[джерело?].